# Hüttelberg (Wienerwald)
Der Hüttelberg ist ein Berg im Bezirksteil Hütteldorf im 14. Wiener Gemeindebezirk Penzing. Er hat eine Seehöhe von 326 m ü. A.

## Geografie
Der Berg, an dessen Westfuß die nach ihm benannte Hüttelbergstraße führt, ist eine vom Nordabhang des Satzbergs vorspringende Bergnase auf etwa 326 m ü. A., die vom Tal aus wie ein eigenständiger Berg wahrgenommen wird. Knapp östlich der nach Hütteldorf ziehenden Bergkante verläuft die verhältnismäßig steile Steinböckengasse. Der Hüttelberg ist auf seiner Ostseite vollkommen verbaut und auch mit öffentlichen Verkehrsmitteln erreichbar.
Der Berg ist im Südwesten und Osten von mehreren stillgelegten Steinbrüchen gekennzeichnet, in denen Sandstein für die Wienflussregulierung und die Wiener Stadtbahn gewonnen wurde. Im östlichen Steinbruch (im Rosental) hat sich der Silbersee gebildet, nördlich darüber liegt (untypisch für den sonst eher brüchigen Flysch) eine kleine Felswand, die zum Klettern genutzt wird.